# Старые Василишки
Ста́рые Васили́шки (бел. Старыя Васілішкі) — деревня в Василишковском сельсовете Щучинского района Гродненской области Белоруссии.

## География
Расположена в 70 км от областного центра — города Гродно.

## История
Деревня Старые Василишки раньше была крупным местечком, сейчас же это небольшой населённый пункт на севере района. 
Главная достопримечательность населённого пункта – Костёл Святых Петра и Павла, построенный в 1897-1903 годах архитектором Константином Войцеховским. Храм возвышается над окружающими его строениями и притягивает своим изяществом и внутренним убранством. Подножие костёла обложено плитами, на которых раньше были написаны фамилии тех, кто жертвовал деньги на строительство костёла. В советские годы фамилии были замазаны. 
В центральной части деревни лежит валун, выделяющийся своими огромными размерами.
В деревне в 1939 году родился Чеслав Выджицкий — известный польский певец, выступавший под псевдонимом Чеслав Немен.

## Население

### Численность
- 2009 год — 34 жителей

### Динамика
- 2009 год — 34 жителей (перепись населения)[2]

## Культура
- Клуб-музей Чеслава Немена

## Достопримечательности
- Костёл Святых Петра и Павла
- Памятный знак Чеславу Немену (скульптор Ричард Груша)

## Галерея

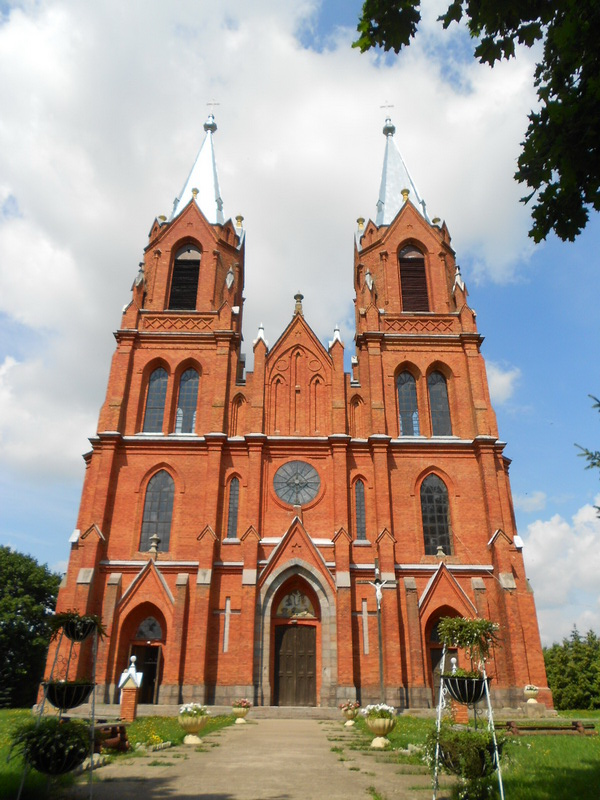
Костёл святых Петра и Павла
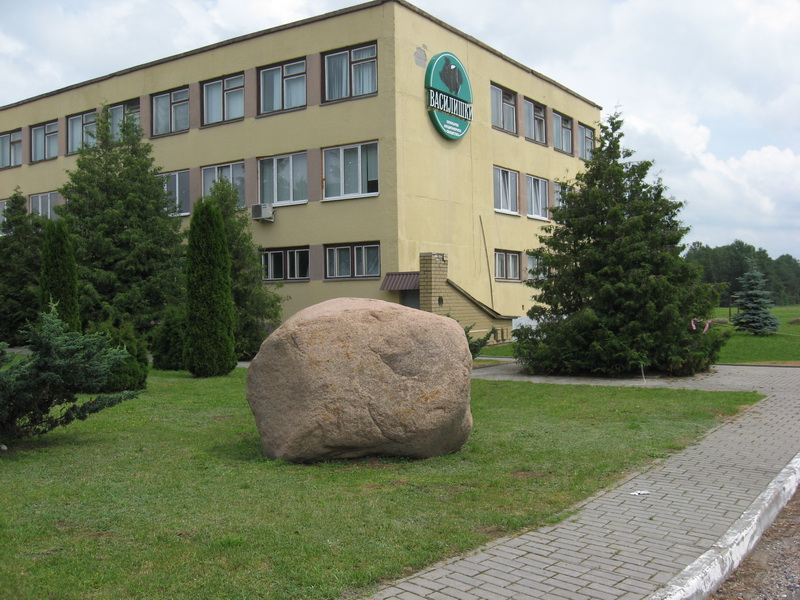
Старовасилишковский валун
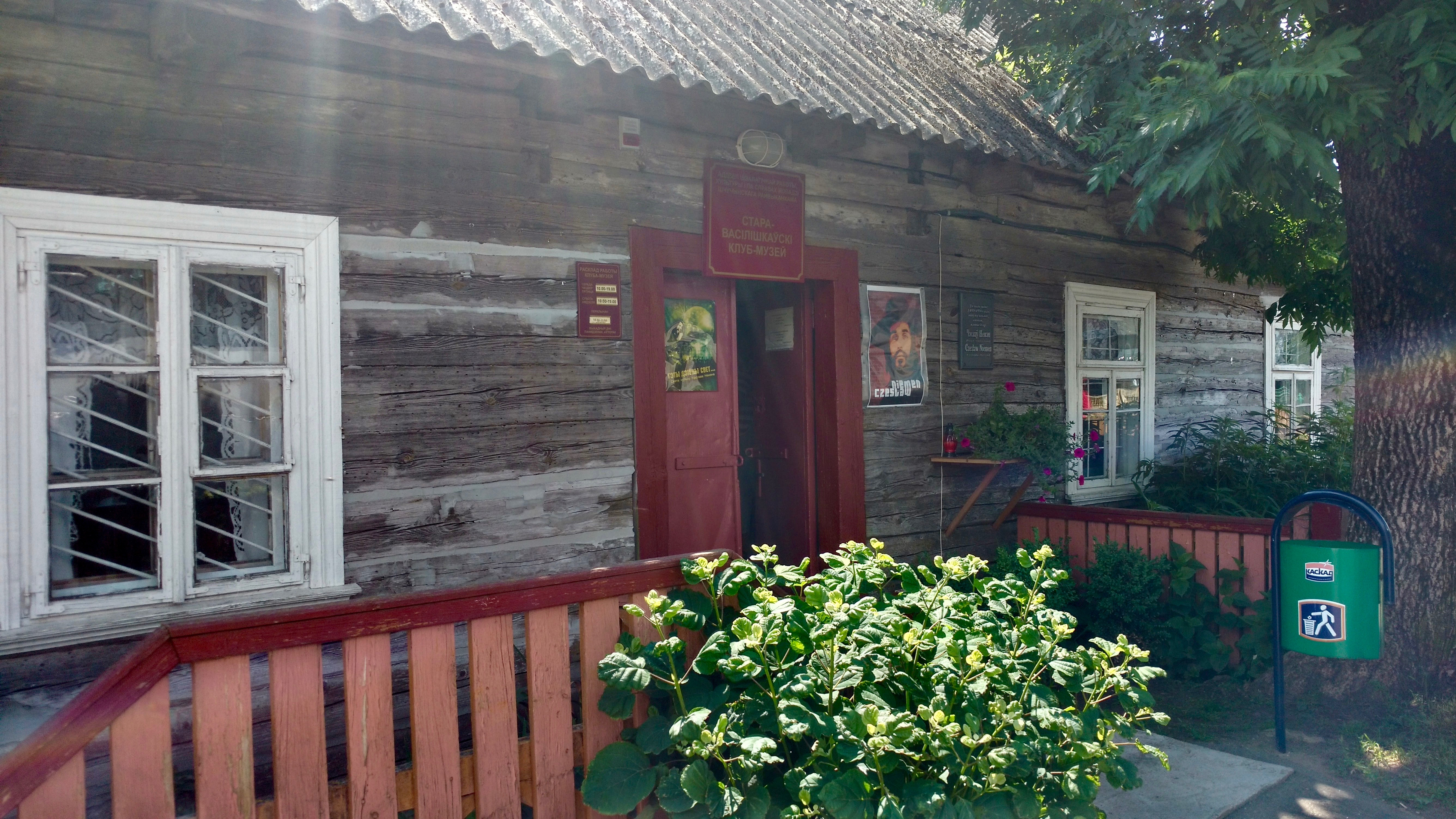
Дом Чеслава Немена
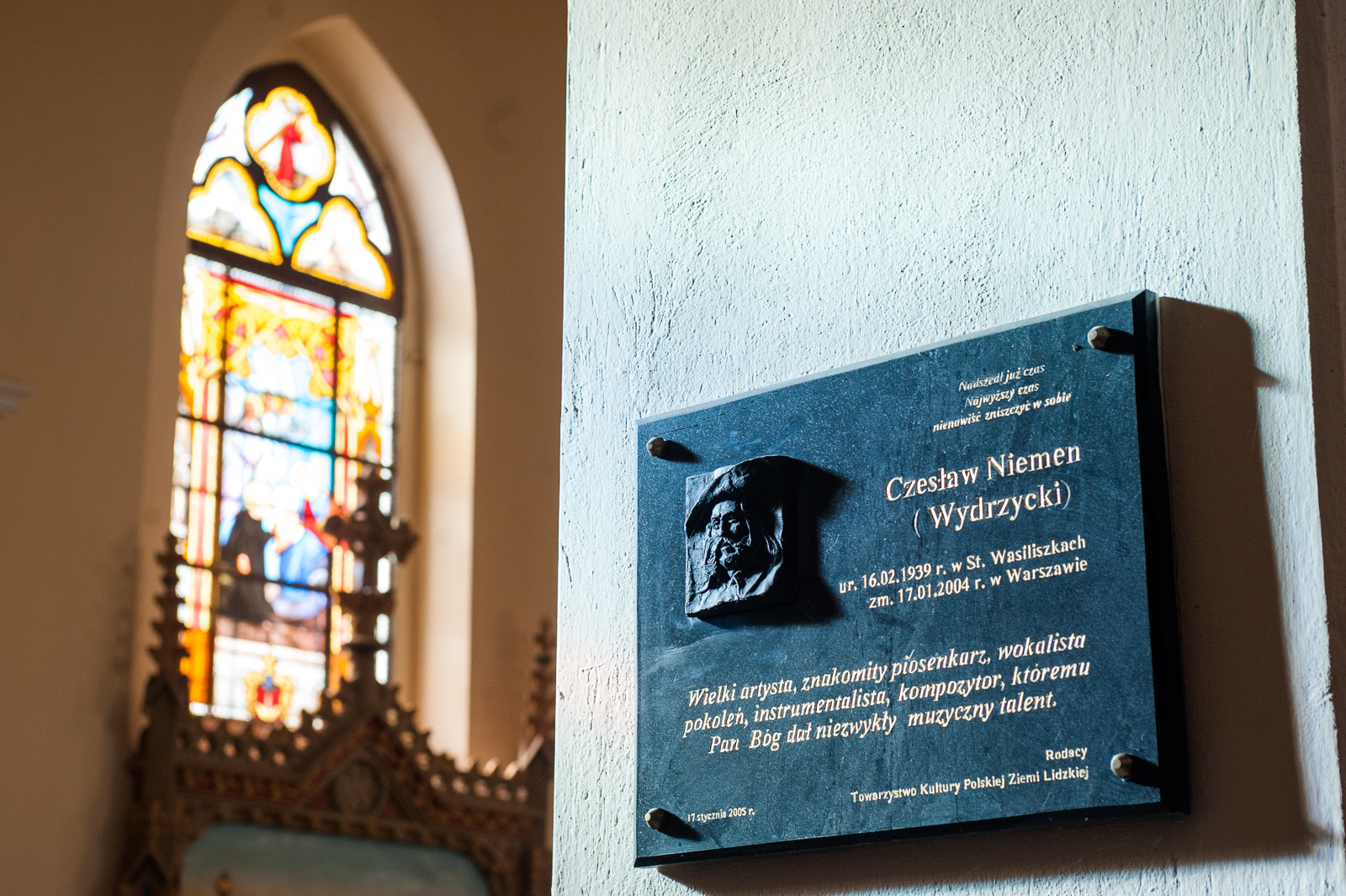
Мемориальная доска в честь Чеслава Немена